# Coxsackie B
Coxsackie B è un virus citolitico della specie degli Enterovirus umani B, del genere Enterovirus, della famiglia dei Picornaviridae.  Ci sono attualmente 6 sierotipi nel sottogruppo B, numerati da B1 a B6. Causano varie patologie: da blande forme gastrointestinali a pericardite e miocardite.

## Storia
I Coxsackievirus (scoperti nel 1948) furono divisi in due gruppi a seconda della malattia che producevano nei topolini neonati. Quelli denominati B causavano infezioni meno gravi rispetto agli A (che portavano alla morte per necrosi del muscolo scheletrico e successiva paralisi), ma un danno che toccava molti più organi, compresi cuore, pancreas, cervello, fegato e muscolo scheletrico.

## Distribuzione geografica
I vari sierotipi di Coxsackie B sono stati scoperti quasi interamente negli Stati Uniti, tuttavia un sesto sierotipo è stato isolato nelle Filippine. Occorre comunque dire che tutti i sierotipi hanno una distribuzione globale e sono una causa relativamente comune di disturbi gastrointestinali.

## Malattie
L'infezione da Coxsackievirus B può essere asintomatica come può presentare sintomi che includono febbre, mal di testa, mal di gola, disturbi gastrointestinali, così come dolori al petto e ai muscoli. Questa sintomatologia è conosciuta in molte zone come pleurodinia o Malattia di Bornholm. Il dolore al petto va subito riferito al medico, in alcuni casi, infatti alcuni sierotipi del virus possono progredire a miocardite e pericardite, con un conseguente danno permanente al cuore se non addirittura l'exitus. I Coxsackie B2 e B5 sono implicati sia nella Malattia mano-piede-bocca che in infezioni respiratorie. Il Coxsackie B può provocare anche meningite asettica (come, d'altra parte, il Coxsackievirus A). Come gruppo possono essere considerati la causa più comune di morte improvvisa, potendogli ricondurre più del 50% di questi casi.
Il periodo di incubazione del Coxsackievirus B è, come molti altri Enterovirus, altamente variabile, tra i 2 e i 35 giorni, e la malattia può durare più di due settimane, come risolversi in meno di due giorni.

## Diabete
È stato scoperto che il sierotipo Coxsackie B4 può essere causa del diabete mellito di tipo 1. Gli antigeni del virus, infatti, possono cross-reagire con antigeni simili presenti sulle cellule β delle isole pancreatiche inducendo verso di esse una risposta autoimmune, portandole così alla distruzione, con conseguente deficit di insulina.

## Diagnosi
Le infezioni da enterovirus sono prevalentemente diagnosticate per mezzo di test sierologici come ELISA oppure da culture in terreni cellulari.  Siccome lo stesso livello e tipo di cure vanno prescritte per le infezioni sostenute da tutti i sierotipi di Coxsackie B, non è necessario tipizzarli in un normale test diagnostico.

## Struttura virale e meccanismo d'infezione
I Coxsackievirus B sono virus a RNA a singola catena positivo (+) e sono resistenti a numerosi trattamenti chimici. La particella virale è un icosaedro di circa 30nm.  Il virus è frequentemente sparso per la via orofecale, e l'infezione è il risultato dell'ingestione di cibi contaminati.

## Trattamento e prevenzione
Finora, non ci sono trattamenti eziologici per il gruppo de Coxsackievirus B.  Sono disponibili però cure sintomatiche. Le misure di prevenzione sono le normali norme sanitarie riguardo ai cibi e ai lavoratori che vi vengono a contatto, infatti il virus è altamente contagioso.  Nel caso di miocarditi e pericarditi si somministrano antinfiammatori per ridurre il danno al muscolo cardiaco.  Non è attualmente disponibile alcun vaccino.